# Svislá ocasní plocha

Boeing B-29 Superfortress s konvenční svislou ocasní plochou

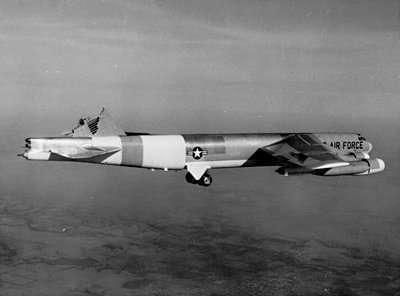
Boeing B-52 s utrženou směrovkou. Navzdory tomu letoun bezpečně přistál.

Svislá ocasní plocha (SOP) je část draku letadla. Skládá se z pevné nepohyblivé části – kýlovky, která bývá pevnou součástí trupu (zpravidla na jeho horní straně, ale existují i výjimky – například Hansa-Brandenburg W.29), a pohyblivé části – směrového kormidla. Některá letadla jsou opatřena více než jednou SOP – zpravidla dvěma umístěnými na horní straně trupu (u proudových dvoumotorových strojů), nebo na koncích VOP.
Celková mohutnost svislé ocasní plochy má vliv na směrovou stabilitu letadla.